# Myrmarachne lulengensis
Myrmarachne lulengensis är en spindelart som beskrevs av Carl Friedrich Roewer 1965. 
Myrmarachne lulengensis ingår i släktet Myrmarachne och familjen hoppspindlar. Inga underarter finns listade i Catalogue of Life.